# 麥克·彭斯機密文件事件
2023年1月，美国前副总统迈克·彭斯的律师格雷格·雅各布斯（Greg Jacobs）在彭斯家中发现了特朗普政府時期的“少量”机密文件。彭斯的律师表示，“少量可能包含敏感或机密信息的文件”被锁在彭斯位於印第安纳州住所的保险箱內。於1月初乔·拜登机密文件事件發生后，彭斯的律師“出於谨慎”搜索了文件。 他声称这些文件是在特朗普总统任期结束时“无意中装箱并运送”到彭斯家中的。 律師于1月18日通知国家档案和记录管理局，联邦调查局于1月22日迅速收集并移除了这些文件。 

## 時間線
2023年1月16日，彭斯私人律師雅各布斯表示，彭斯聘請了具有處理機密文件經驗的外部律師來審視位於他印第安納州住所的文件。在1月初喬·拜登機密文件事件發生後，彭斯“出於謹慎”而搜索了文件。 
1月18日，律師雅各布斯向國家檔案和記錄管理局去信通報其在印第安納州彭斯住所發現的機密文件。他聲稱這些文件是在特朗普總統任期結束時“無意中裝箱並運送”到彭斯家中的。 信中表示，當文件被確定為機密時，這些文件已被轉移到保險箱， 以等待國家檔案館進一步指示妥善處理。然而，哥倫比亞廣播公司新聞引述彭斯的一名助手表示，這些文件是在彭斯家中不安全區域的儲物箱內發現的，助手聲稱箱子用膠帶封住了，並無打開。  
這些文件原本計劃於1月19日晚上由聯邦調查局移除，但雅各布斯於1月23日親自交付了這些文件。  該名律師表示，聯邦調查局繞過“標準程序”，要求“直接擁有”文件。 1月22日，雅各布斯向國家檔案館的去信，信中解釋，彭斯同意交出裝有機密標記材料的兩個盒子，以及另外兩個裝有行政記錄副本的盒子。 
此前，彭斯曾在2022年8月稱，“在我們離開白宮之前，我手下的律師檢查了白宮和我們在那裡的辦公室以及副總統官邸的所有文件，以確保任何文件需要移交給國家檔案館的文件，包括機密文件，都被移交了。所以我們在這方面經歷了一個非常謹慎的過程。” 8月接受美聯社採訪時，彭斯稱他沒有他離開辦公室時帶走任何機密資訊，他不知道他離開辦公室後保留的任何機密信息。 在11月接受美國廣播公司新聞採訪時，彭斯重申了他的說法，即他沒有將任何文件從白宮帶到他在印第安納州的家中。
6月2日，據報司法部已經結束對彭斯的調查，並且不會提出任何指控。

## 反应

### 麥克·彭斯
彭斯私人律師雅各布斯表示，彭斯並不知道他住所內藏有機密文件。 

### 共和黨人
众议院监督委员会主席詹姆士·卡默表示，彭斯同意全力配合国会监督。卡默声称彭斯的透明度与拜登政府的努力不同，他认为拜登政府有意隐瞒国会和公众的信息。
众议院情报委员会成员麥克·特納表示，他计划要求对在彭斯家中发现的记录进行情报审查和损害评估，并要求提供有关在拜登家中发现的文件的更多資訊。 

### 唐納·川普
前總統特朗普為彭斯辯護，稱彭斯是無辜的，表示他「從未做過任何故意不誠實的事情」 。